# Rich Creek
Rich Creek – miasto w Stanach Zjednoczonych, w stanie Wirginia, w hrabstwie Giles.